# Calculator (project)
Een calculator is een persoon die in een project aan de hand van bestek (contract) en tekeningen de prijs bepaalt van een bouwwerk of gedeelte daarvan. De calculator is werkzaam in de besteks- en uitvoeringsfase binnen het bouwproces. Een calculator is geen kostendeskundige. Maar het kunnen wel dezelfde personen zijn die de verschillende soorten van begroting opstellen.

## Werkwijze
De calculator begint met het bestuderen van bestek en tekeningen om een beeld van het te bouwen project te krijgen. Hierna wordt het bouwwerk uitgetrokken dat wil zeggen: wordt de hoeveelheid materialen in strekkende, vierkante en kubieke meters (m1, m2 en m3) bepaald. Deze gegevens worden in een begroting verzameld en gekoppeld met prijzen en arbeidsnormen.
De sommatie van de prijzen en arbeidsnormen, vermenigvuldigd met de hoeveelheden is de kostprijs. Deze prijs wordt verhoogd met de algemene bouwplaatskosten (ABK) en percentages voor Algemene kosten (AK), winst en risico (W&R) en de btw. 
Hieruit volgt de aanneemsom. 
In de begroting zijn vaak werken van onderaannemers als een complete post te vinden. De aannemer zal daar een winstpercentage aan toevoegen. Aan de post voor het werk van onderaannemers ligt een soortgelijke begroting ten grondslag. Soms worden deze bij de aannemersbegroting bijgevoegd.  
Een calculator kan in dienst zijn van een aannemer, maar ook bij een bouwmanagement- of architectenbureau.
Er zijn calculatiebureaus die uitsluitend begrotingen maken. Deze bureaus kunnen in geval van pieken voor aannemers of bouwmanagement- of architectenbureaus werken of deze besteden al hun calculatiewerkzaamheden uit.